# 韓聖淑
韓 聖淑（ハン・ソンスク、朝: 한성숙、1967年6月20日 - ）は、大韓民国のネイバー代表理事社長。

## 学歴
- 1985年 - 1986年 : 淑明女子大学校英語英文学科学士

## 経歴
- 2017年3月 - : ネイバー代表理事社長
- 2025年6月23日、李在明大統領により中小企業ベンチャー部長官に指名された[1]。2025年7月24日就任[2]。